# Mordellistena postdiscoidalis postdiscoidalis
Mordellistena postdiscoidalis postdiscoidalis es una subespecie de coleóptero de la familia Mordellidae.

## Distribución geográfica
Habita en Madagascar.